# ロゴン・オクシデンタル県
ロゴン・オクシデンタル県は、チャドの14の県のうちの1つである。チャドの南西部に位置し、面積は8,695km2、人口は455,489人（1993年）である。首都はムンドゥ。